# Фисан, Юрий Владимирович
Юрий Владимирович Фисан (19 мая 1967, Ташкент — 1 марта 2020, Ташкент) — узбекский театральный деятель; актёр и режиссёр-постановщик Государственного академического русского драматического театра Узбекистана.

## Биография
Родился 19 мая 1967 года в Ташкенте.
В 1990 году окончил Ташкентский государственный институт культуры по специальности «руководитель любительского театрального коллектива», в 1995 — Школу-студию при Русском драматическом театре Узбекистана.
С 1990 года работал в драматическом кружке при Дворце культуры «Таврический». С 1995 года работал актёром и режиссёром в Русском драматическом театре Узбекистана. С 1996 года одновременно преподавал в студии при театре.
Умер 1 марта 2020 года в Ташкенте после продолжительной болезни.

## Творчество
Постановки в Русском драматическом театре
- «Служанки» Жана Жене
- «Трактирщица» Карло Гольдони
- «Колобок-шоу»
- «Муха Цокотуха» и «Мойдодыр» К. И. Чуковского
- «Сказка о царе Салтане» и «Сказка о мёртвой царевне и семи богатырях» А. С. Пушкина
- «Снежная королева» (по Х. К. Андерсену)
- «Дамское танго» В. Аслановой (2008)
- «С тобой или без тебя» Айвона Менчелла (англ. Ivan Menchell; 2008)[4]
- «Тётки» Александра Коровкина[5]
- «Как украсть бриллианты?» Робина Хоудона[6]
- «Банкрот, или Свои люди — сочтёмся» А. Н. Островского
- «Баба Шанель» Н. В. Коляды
- «Блэз» К. Манье (2010)
- «Любовь до гроба» М. Камолетти
- «Семург» Х. Алимжана (2013).

Роли в Русском драматическом театре
- Прохожий — «Коломенковый рай» А. П. Чехова
- Базиль — «Фигаро-эскиз» П. Бомарше
- Фред — «Цветок смеющийся» Н. Кауарда
- Максим Ильич — «Дамское танго» В. Аслановой

Роли в кино

| Год  |   | Название                     | Роль                     |
| ---- | - | ---------------------------- | ------------------------ |
| 2011 | ф | Высоцкий. Спасибо, что живой | Имя персонажа не указано |

## Комментарии
1. ↑  По другим данным — по специальности «Театроведение»[3].